# La Noche de los Libros
La Noche de los Libros es una actividad cultural que la Comunidad de Madrid viene realizando desde 2005 cada 23 de abril, coincidiendo con el Día Internacional del Libro.
En esencia consiste en abrir ciertas librerías y bibliotecas hasta la medianoche (horarios sujetos al programa de cada establecimiento). En ellos se organiza una fiesta con personajes relevantes de la actualidad cultural del momento, especialmente, del mundo de la literatura, aunque también se da entrada a la música y otras actividades. Como norma general, las librerías que abren esa noche, hacen un 10% de descuento en libros a fin de promocionar la lectura.
La repercusión de este evento ha ido creciendo cada año.